# けみお
kemio（けみお、1995年10月16日 - ）は、日本のYouTuber、ファッションモデル、タレント、エッセイスト、歌手、元Viner、元ジャニーズJr.。UNICORN、およびMIHA所属。
「デジタル世代のカリスマ」と呼ばれ、ユーモアのあるトークで若者に絶大の人気があり、YouTubeのチャンネル登録者数は200万人を超える。また、193cmの高身長とファッションセンスを生かしてモデルとしても活動し、Instagramのフォロワーは120万人に達する。
現在はアメリカのニューヨークに居住する。日本とアメリカのパスポートを所持し、スイス国民IDカードを取得している。

## 来歴

### 生い立ち
1995年10月16日に神奈川県で生まれる。父はイタリア人とイラン人のミックスで、母が日本人である。2歳の時に両親を事故で亡くし、以後は1歳上の兄であるkomy（こうた）と共に祖父母に育てられた。
物心ついた時から目立つことを好み、高校時代は廊下を水浸しにした他、意味もなく騒ぐなどして教師に頻繁に注意される問題児だった。幼少時からアイドルを目指し、小学生の頃から書店でオーディション雑誌などを読んで情報収集し、一般視聴者が参加できる企画に応募したり、アイドル事務所に履歴書を送るなどしたが人前に立つことを諦められず、目標をテーマパークダンサーに切り替えてダンスを習い始めた。一時期はジャニーズ事務所にジャニーズJr.として入所し、2011年頃にHey! Say! JUMPのバックダンサーを務めた。
海外のコメディアンが投稿する面白い動画に影響されて、2013年10月より6秒動画アプリのVineへ動画投稿を開始。当初は風景や学校の友達とふざける様子を投稿し、女子高生のあるあるネタを投稿して注目された。テレビ番組の街頭インタビューで、友人と共にYouTubeへ動画投稿していることを話して動画が放送され、話題となった。

### マルチタレントとして
きゃりーぱみゅぱみゅに憧れて、雑誌『HR』の編集部へメールをたびたび送るも反応を得られなかった。自室の写真をTwitterに投稿して声が掛かり、2013年に雑誌へ初登場し、専属モデルとなった。
2014年3月に東京都立山崎高等学校を卒業。進路選択で芸能系専門学校または芸術舞踏の大学へ進学も考えたが、卒業後は芸能活動に専念した。
2014年3月に情報番組『めざましテレビ』で、自身が担当する冠コーナー「けみおのあるあるモーニン」が放送された。同年4月にはフジテレビのクイズ番組『クイズ30〜団結せよ!〜』にレギュラー出演。解答者の他、スタジオでのアシスタントや問題のレポーターも担当していた。
2014年7月に雑誌『HR』のモデル仲間である清水せれな、永井美夕、寺門いずみ、佐藤優津季と共に、「けみお&アミーガチュ」を結成。アミーガチュはスペイン語で「女の子たち」を意味する。8月14日に奥田民生が楽曲提供したシングル『ケロケロ』で「けみお&アミーガチュ」としてメジャーデビュー。カップリングとして忌野清志郎の「ぼくの目は猫の目」を大幅にアレンジしたカバーが収録された。8月16日には、国立代々木競技場内リゾートステージで行われた『a-nation&GirlsAward Island collection by nicola』に出演。9月にはヒャダインがアレンジを担当したデジタルシングル「若者たち」のカバーでソロデビュー。2016年4月に「けみお&アミーガチュ」が活動休止を発表。
オーディションで自然な演技が評価されて、2015年4月よりNHK高校講座『お悩み解決!ベーシック数学』でテレビドラマに初めてレギュラー出演。6月にNHK連続テレビ小説『まれ』第80回放送に、主人公が働くケーキ屋のパティシエ面接応募者役で出演。

### インフルエンサーとして
2015年8月5日にYouTubeチャンネルを開設。2016年9月12日にアメリカを拠点とすることを発表。2016年末から2019年初頭にかけてロサンゼルスの語学学校に通いながら、YouTubeを中心に活動。
2018年8月にYouTubeのチャンネル登録者数が100万人を突破。動画内で発した「あげみざわ」と「ないたー」が『2018年上半期JC・JK流行語大賞』のコトバ部門で1位と3位に選出され、自身もヒト部門で5位に選出された。11月2日にデジタルシングル『どこまでいっても渋谷は日本の東京』をリリース。同曲は配信された直後のLINE MUSICリアルタイムランキングで1位を獲得し、11月19日にYouTubeで公開されたミュージックビデオは約1ヶ月で100万回再生に到達した。
2019年2月に『GQ MEN OF THE YEAR 2019』と『スニーカーベストドレッサー賞 2019』を受賞。4月18日にKADOKAWAより初の著書『ウチら棺桶まで永遠のランウェイ』を出版し、15万部を突破するベストセラーとなった。2020年6月20日よりSpotifyにてポッドキャスト『kemioの耳そうじクラブ』の配信を開始。12月にWWD JAPANが発表した『好きなインフルエンサーTOP5』で1位に選出。
ロサンゼルスで知り合った親友のマイルズと共に、2020年の冬頃にニューヨークへ移住。
2020年10月16日に自身がプロデュースする公式グッズストア「kemio store」を開設。2021年8月31日には自身がプロデュースするコスメブランド「HUMIO（ヒューミオ）」の発売を開始。
2022年4月5日にYouTubeのチャンネル登録者数が200万人を突破。4月28日にKADOKAWAより2冊目の著書『ウチらメンタル衛生きちんと守ってかないと普通に土還りそう』を出版。2024年1月27日よりSpotifyにてポッドキャスト『kemioの言わせて言うだけEverything』の配信を開始。
2025年3月7日公開のハリウッド映画『ウィキッド ふたりの魔女』の日本語吹替版でファニー役の声優を担当。かねてよりミュージカル『ウィキッド』のファンであることを公言しており、「夢が叶った」と喜びを表現した。2月19日には主演を務めたシンシア・エリヴォやアリアナ・グランデと共にジャパンプレミアに登壇した。
2025年6月1日にDNPの証明写真機「Ki-Re-i」のアンバサダーに就任し、都内3ヶ所にコラボ写真機を設置。

## 人物
- 世界で活躍する「スーパーアイドル」を目指し[6]、理想のスーパーアイドルとしてレディー・ガガときゃりーぱみゅぱみゅの名前を挙げる。ガガの独創的なファッションといじめ撲滅など人道活動に熱心な姿勢、きゃりーの国際的に評価された独自性に憧憬を抱いている[6]。
- ギャルのような口調が特徴的で、独自の語彙が「kemio語」として親しまれている[44]。2018年には「あげみざわ」「ないたー」「どこまでいっても渋谷は日本の東京」[25]、2024年には「ほん𝒎𝒐𝒏𝒆𝒚」が若者を中心に流行した。
- 2019年4月28日にTwitter上で、かつては女性と交際したものの現在はゲイであるとカミングアウトした[45]。
- 親友で元ルームメイトのマイルズとはロサンゼルス時代にTinderを通じて知り合い意気投合し、ルームシェアを開始した。その後、ニューヨークへ共に移住してルームシェアをしていたが、現在は別々に暮らしている[46]。
- 同じくファッションモデルでインフルエンサーのよしミチ姉弟と親交が深く、「keミよ」として動画やメディア上で頻繁にコラボレーションしている[47]。他にも青山テルマ、丸山礼、植野有砂などと仲が良い。
- 同じくYouTuberで元Vinerのきばるんは自身の初の男性ファンであり、追っかけをするために北海道から原宿へ頻繁に遠征するほどの熱狂的なファンだった[48][49]。

## 出演

### 映画
- ウィキッド ふたりの魔女 日本語吹替版（ユニバーサル・ピクチャーズ、2025年3月7日） - ファニー 役〈ボーウェン・ヤン〉[39]

### テレビ番組
- めざましテレビ（フジテレビ、2014年） - コーナー「けみおのあるあるモーニン」担当
- クイズ30〜団結せよ!〜（フジテレビ、2014年） - レギュラー解答者、アシスタントスタッフ
- 王様のブランチ（TBS、2015年3月 - 11月） - 食レポ

### テレビドラマ
- NHK高校講座 「お悩み解決!ベーシック数学」（NHK Eテレ、2015年4月9日 - 2016年2月18日） -  南波カケル 役
- 連続テレビ小説 まれ（NHK総合、2015年6月30日） - 面接に来た人 役
- ビリオン×スクール 第7話（フジテレビ、2024年8月16日） - オジマ 役[50]

### ウェブ番組
- SPECIALな金曜The NIGHT けみお編（ABEMA SPECIAL、2016年4月15日）
- MILLENNIAL/ミレニアル（ABEMA SPECIAL、2021年6月3日）[4]
- ウチら無条件セレブ（YouTube Originals、2021年8月27日）

### ラジオ番組
- けみおのオールナイトニッポン GOLD（ニッポン放送、2014年1月2日）

### ポッドキャスト
- kemioの耳そうじクラブ（Spotify、2020年6月20日 - 2023年9月）[33]
- kemioの言わせて言うだけEverything（ミックスゾーン・Spotify、2024年1月27日 - 現在）[33]

### ミュージックビデオ
- 青山テルマ「一生仲間」（2017年）[51]
- 青山テルマ「世界の中心〜We are the world〜」（2018年）[52]
- ちゃんみな「TOKYO 4AM」（2022年）[53]

## 広告

### CM
- メントス×アメイジング・スパイダーマン2 テレビCM「スゲーぞ！自分。」篇（モンデリーズ・ジャパン、2014年）[54]
- Android テレビCM「じぶんを おもいきり」篇（Google、2015年）[55]
- Y!mobile ウェブCM（ソフトバンク、2019年）[56]
- 天然水スパークリングレモン ドキュメンタリーフィルム「#スイッチしよう」（サントリー、2019年2月26日）[57]
- さがみ湖イルミリオン テレビCM「あげみリオン」篇（富士急行、2019年11月30日）[58]
- Tamagotchi Uni / Tamagocchi Uni Blue テレビCM（バンダイ、2023年6月6日・10月15日）[59][60]
- マロッシュ ウェブCM「CHANGE＆ENJOY！」篇（カンロ、2023年9月11日）[61]
- Tinder ウェブCM「愛は他人と。」篇（Tinder、2023年9月15日）[62]
- ジャスミン焼酎茉莉花 テレビCM（サントリー、2024年4月9日 ）[63]

### 広報
- AROUND20 アンバサダー（フリュー、2019年5月26日）[64]
- さがみ湖イルミリオン2019 シェアハピアンバサダー（富士急行、2019年11月2日）[65]
- トビタテ！留学JAPAN 「kemioとせかいにトビタテ」キャンペーン トビタテサポーター（文部科学省、2020年2月）[66]
- ザボディショップ 「ほどこう、自分をしばるものを。#YesToSelfLove」キャンペーン アンバサダー（ザボディショップジャパン、2021年3月25日）[67]
- Ki-Re-i アンバサダー（DNP・DNP PIJ、2025年6月1日）[42][43]

## 音楽作品

### シングル
| 発売日                                                    | 作品名                           | 販売形態 | レーベル           | 最高順位 | 最高順位   |
| 発売日                                                    | 作品名                           | 販売形態 | レーベル           | オリコン | JPN Hot100 |
| --------------------------------------------------------- | -------------------------------- | -------- | ------------------ | -------- | ---------- |
| 2014年8月14日                                             | ケロケロ (けみお&アミーガチュ)   | CD       | ユニバーサルシグマ | 158      | -          |
| 2014年9月24日                                             | 若者たち                         | 配信     | ユニバーサルシグマ | -        | -          |
| 2018年11月2日                                             | どこまでいっても渋谷は日本の東京 | 配信     |                    | -        | -          |
| " - "はチャート圏外、チャート対象外のいずれかを意味する。 |                                  |          |                    |          |            |

## 書籍

### 著書
- ウチら棺桶まで永遠のランウェイ（KADOKAWA、2019年4月18日、ISBN 9784040657288）[31]
- ウチらメンタル衛生きちんと守ってかないと普通に土還りそう（KADOKAWA、2022年4月28日、ISBN 9784046812711）[38]

### 雑誌
- HR（グラフィティ、2013年 - 2014年） - 専属モデル[69]

## 受賞歴
- 2018年上半期 JC・JK流行語大賞 - ヒト部門 5位、コトバ部門「あげみざわ」1位、コトバ部門「ないたー」3位[25]
- GQ MEN OF THE YEAR 2019 - ユース・インフルエンサー・オブ・ザ・イヤー賞[29]
- スニーカーベストドレッサー賞 2019 - クリエイター部門[30]
- WWD JAPAN 好きなインフルエンサーTOP5 1位[34]